# おだわら諏訪の原公園
おだわら諏訪の原公園（おだわらすわのはらこうえん）は、神奈川県小田原市の北西部に位置する神奈川県立の都市公園（広域公園）である。「ふるさとふれあい公園」をテーマしている。

## 概要
2023年（令和3年）、2024年（令和4年）には、神奈川県警察が諏訪の原公園を会場として、自動車運転免許の高齢者教習を数日間限定で行った。

## 主な施設
- パークセンター
- 多目的広場、展望広場
- 大型遊具、ローラー滑り台
- 果樹園
- 駐車場